# ムスタファ・アルターク
ムスタファ・アルターク（アラビア語: مصطفى الترك, ラテン文字転写: Mostapha Al-Turk、1973年7月14日 - ）は、レバノンの男性総合格闘家。ベイルート県ベイルート出身。イングランド・ロンドン在住。ロンドン・シュートファイターズ所属。元Cage Rage英国ヘビー級王者。

## 来歴
1999年に格闘技のトレーニングを始めた。
2002年3月3日、イングランドでプロ総合格闘技デビュー。
2004年11月27日、Cage Rageに初参戦し、TKO勝ち。
2005年、アブダビコンバット欧州予選99kg以上級で優勝。5月の世界大会では1回戦でガブリエル・ゴンザーガに敗北した。
2006年9月30日、Cage Rage 18で戦闘竜と対戦し、開始56秒でTKO勝ち。
2007年2月10日、Cage Rage 20でマーク・ケアーと対戦し、パウンドでTKO勝ち。
2007年9月22日、Cage Rage 23の英国ヘビー級タイトルマッチでテンギズ・テドラゼと対戦し、0-3の判定負けを喫し王座獲得に失敗した。
2008年7月12日、Cage Rage 27の英国ヘビー級王座決定戦でジェームス・マクスウィーニーと対戦し、TKO勝ちを収め王座獲得に成功した。

### UFC
2008年12月27日、UFC初参戦となったUFC 92でシーク・コンゴと対戦し、パウンドでTKO負け。
2009年6月13日、ドイツで開催されたUFC 99でミルコ・クロコップと対戦。ミルコの右フックを受け、背を向けてしまったところに右アッパーを追撃されTKO負け。試合後、ミルコの右フックがサミングだったとして抗議を行った。
2010年4月10日、UFC 112でジョン・マドセンと対戦し、0-3の判定負け。3敗となりUFCからリリースされた。

## 戦績
| 総合格闘技 戦績 | 総合格闘技 戦績 | 総合格闘技 戦績 | 総合格闘技 戦績 | 総合格闘技 戦績 | 総合格闘技 戦績 | 総合格闘技 戦績 |
| --------------- | --------------- | --------------- | --------------- | --------------- | --------------- | --------------- |
| 12 試合         | (T)KO           | 一本            | 判定            | その他          | 引き分け        | 無効試合        |
| 6 勝            | 4               | 2               | 0               | 0               | 0               | 0               |
| 6 敗            | 3               | 1               | 2               | 0               | 0               | 0               |

| 勝敗 | 対戦相手                     | 試合結果                          | 大会名                                                             | 開催年月日     |
| ×    | ジョン・マドセン             | 5分3R終了 判定0-3                 | UFC 112: Invincible                                                | 2010年4月10日  |
| ×    | ミルコ・クロコップ           | 1R 3:06 TKO（スタンドパンチ連打） | UFC 99: The Comeback                                               | 2009年6月13日  |
| ×    | シーク・コンゴ               | 1R 4:37 TKO（パウンド）           | UFC 92: The Ultimate 2008                                          | 2008年12月27日 |
| ○    | ジェームス・マクスウィーニー | 1R 2:06 TKO（パンチ連打）         | Cage Rage 27: Step Up 【Cage Rage英国ヘビー級王座決定戦】          | 2008年7月12日  |
| ○    | ゲーリー・ターナー           | 1R 3:19 ギブアップ（パンチ連打）  | Cage Rage 25: Bring it On                                          | 2008年3月8日   |
| ×    | テンギズ・テドラゼ           | 5分3R終了 判定0-3                 | Cage Rage 23: Unbelievable 【Cage Rage英国ヘビー級タイトルマッチ】 | 2007年9月22日  |
| ○    | マーク・ケアー               | 1R 2:29 ギブアップ（パウンド）    | Cage Rage 20: Born 2 Fight                                         | 2007年2月10日  |
| ○    | 戦闘竜                       | 1R 0:56 TKO（パンチ連打）         | Cage Rage 18: Battleground                                         | 2006年9月30日  |
| ○    | マーティン・トンプソン       | 1R 3:02 TKO（パンチ連打）         | Cage Rage 16: Critical Condition                                   | 2006年4月22日  |
| ○    | フェレイドウン・ナグヒザデー | 1R 2:25 TKO（パンチ連打）         | Cage Rage 9: No Mercy                                              | 2004年11月27日 |
| ×    | カッシム・アナン             | 1R 腕ひしぎ十字固め               | Xtreme Fighting Championship 2: The Perfect Storm                  | 2003年11月9日  |
| ×    | マイク・ワード               | 1R 1:00 TKO（パンチ連打）         | Xtreme Fighting Championship 1                                     | 2002年3月3日   |

## 獲得タイトル
- ADCC 2005欧州予選 99kg以上級 優勝（2005年）
- 第4代Cage Rage英国ヘビー級王座（2008年）